# Gornja Čemernica
Gornja Čemernica – wieś w Chorwacji, w żupanii sisacko-moslawińskiej, w gminie Gvozd. W 2011 roku liczyła 142 mieszkańców.